# Nepticula arbusculae
Nepticula arbusculae is een vlinder uit de familie van de dwergmineermotten (Nepticulidae). De wetenschappelijke naam van de soort is voor het eerst geldig gepubliceerd in 1952 door Klimesch.